# DZB Bank

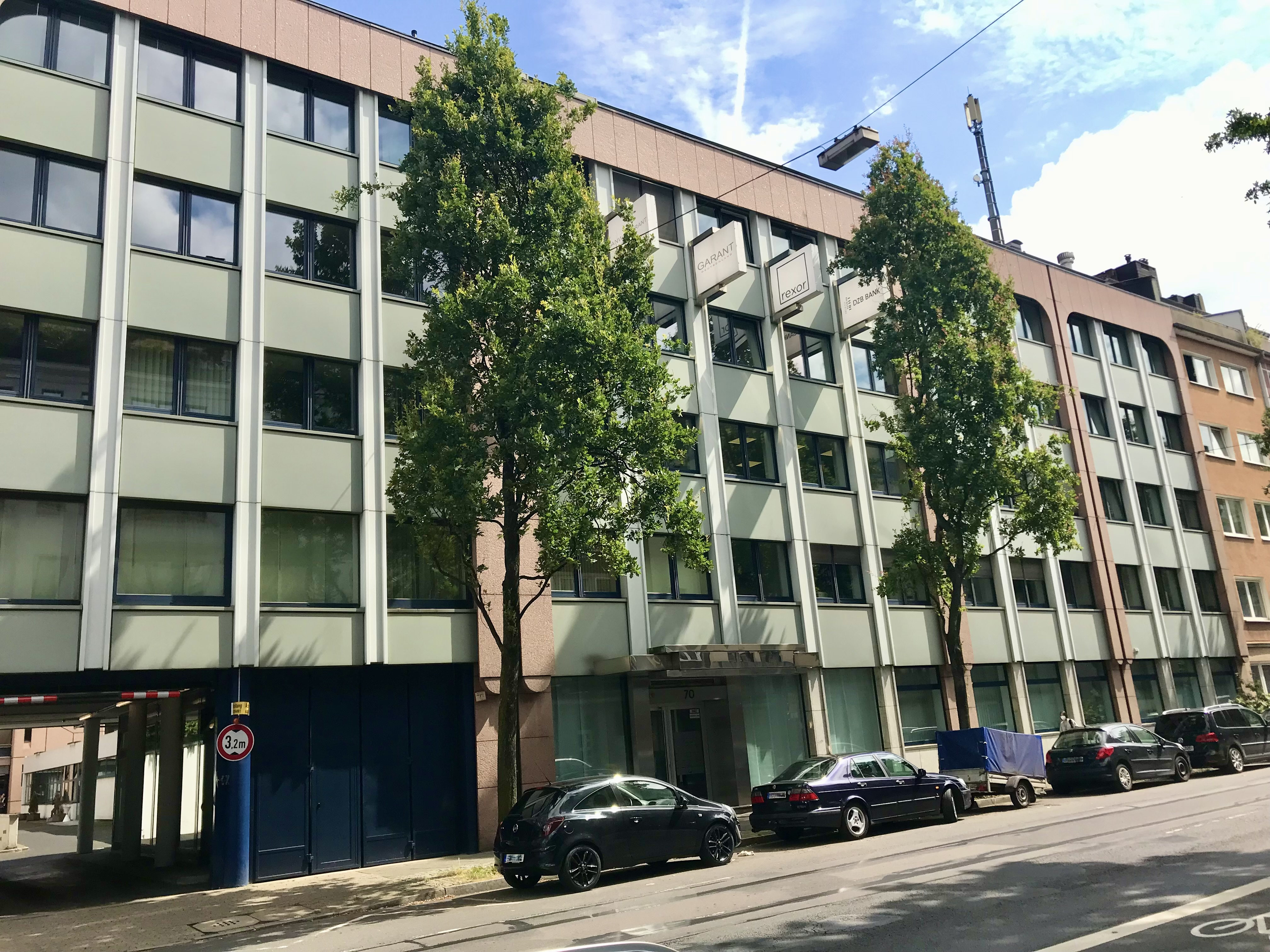
DZB Bank Standort Düsseldorf

Die DZB Bank GmbH ist eine Spezialbank für den Handel mit Sitz in der hessischen Gemeinde Mainhausen im Landkreis Offenbach.

## Geschichte
Die Bank wurde am 21. Dezember 1979 als NORD-WEST-RING-BANK eG in Frankfurt am Main gegründet. Hauptgeschäftstätigkeit war die Durchführung der Zentralregulierung mit Delkredereübernahme für die Nord-West-Ring eG und die Fach-Sport GmbH. 1988 wurde die Geschäftstätigkeit durch Übernahme der Zentralregulierung mit Delkredere für die erste Fremdkooperation ausgeweitet. Im Jahr 1991 erfolgte die Sitzverlegung nach Mainhausen und 1993 die Umwandlung in eine GmbH. 1995 erfolgte die Namensänderung von NORD-WEST-RING-BANK GmbH in DZB Die Zentralregulierungsbank GmbH. 2006 wurde die Kapitalmehrheit an der Aktivbank AG in Pforzheim erworben. 2007 erfolgte die Namensänderung in DZB Bank GmbH und im Jahr 2010 erfolgte der Erwerb der Buchhändler-Abrechnungs-Gesellschaft BAG.

## Rechtsverhältnisse
Die DZB Bank GmbH ist im Handelsregister beim Amtsgericht Offenbach (Main) unter HRB 22365 eingetragen.

## Organisationsstruktur
Rechtsgrundlagen sind das GmbH-Gesetz und die Satzung. Organe der Bank sind der Vorstand, der Aufsichtsrat und die Gesellschafterversammlung.

## Sicherungseinrichtung
Die DZB Bank GmbH ist der amtlich anerkannten Sicherungseinrichtung des Bundesverbandes der Deutschen Volksbanken und Raiffeisenbanken GmbH und der zusätzlichen freiwilligen Sicherungseinrichtung des Bundesverbandes der Deutschen Volksbanken und Raiffeisenbanken e.V. angeschlossen.

## Geschäftsausrichtung
Die DZB Bank GmbH führt die Zentralregulierung für zahlreiche Verbundgruppen durch und bietet Einzel- und Großhandelsunternehmen sowie Verbundgruppen Finanzprodukte an.

### Produkte
Zu den angebotenen Dienstleistungen zählen unter anderem:
- Zentralregulierung
- Finanzierung
- Karten-Zahlungsverkehr / EC-Cash
- Leasing
- Geldanlage
- Warenlager- und Ladenbaufinanzierung
- Begleitung bei Existenzgründung und Expansion
- Ratingoptimierung
- Finanzanalyse
- Unternehmensnachfolge
- Sanierung
- Kreditcheck

## Struktur
Die DZB Bank GmbH und die Aktivbank AG sind Unternehmen der ANWR Group.

### Beteiligungen
- Aktivbank AG ist ein Spezialinstitut für Zentralregulierung und Absatzfinanzierung für mittelständische Unternehmen, die sich in Verbundgruppen oder Kooperationen zusammengeschlossen haben.
- Buchwert GmbH & Co. KG

## Geschäftsgebiet
Neben dem Hauptsitz in Frankfurt am Main steht die DZB Bank GmbH den Kunden mit einer Niederlassung in Düsseldorf zur Seite.

## Belege
1. 1 2  Stammdaten des Kreditinstitutes bei der Deutschen Bundesbank
2. ↑  Geschäftsbericht 2022
3. ↑  https://www.dzb-bank.de/wer-wir-sind-geschichte
4. ↑  HRB 22365 des Amtsgerichts Offenbach (Main)
5. ↑  https://www.dzb-bank.de/impressum

Koordinaten: 50° 0′ 39,6″ N, 9° 0′ 10,8″ O